# Bizén Pinilla Navarro
Bizén Pinilla Navarro és un historiador i polític aragonès. El 1978 participà en la fundació del Moviment Nacionalista Aragonès (MNA), però des de 1983 es dedicà a la seva tasca com a professor a la Universitat de Saragossa, en la qual és vicerector d'organització i gestió econòmica. També participa en la Fundación Gaspar Torrente i el 2002 s'adherí al Manifest Teruel Existe.

## Obres
- El Estatuto de Caspe (1936): Un proyecto de autonomía para Aragón,a  Cuadernos de Estudios Caspolinos, IX (1983)
- El nacionalismo aragonés en Barcelona (1917-1938), a Historia 16, 109 (1986), pp. 19-26.
- La primera voz aragonesista. Gaspar Torrente, a Andalán, 366 (1982), pp. 31-34., amb Antonio Peiró Arroyo
- Cien años de nacionalismo aragonés. Textos políticos. Zaragoza, Rolde de Estudios Aragoneses, 1988,
- Nacionalismo y regionalismo en Aragón (1868-1942). Zaragoza, Unali, 1981, amb Antonio Peiró Arroyo
- La producción agraria en Aragón (1850-1935). Zaragoza, Universidad de Zaragoza, 1991.